# Ugrofinské národy

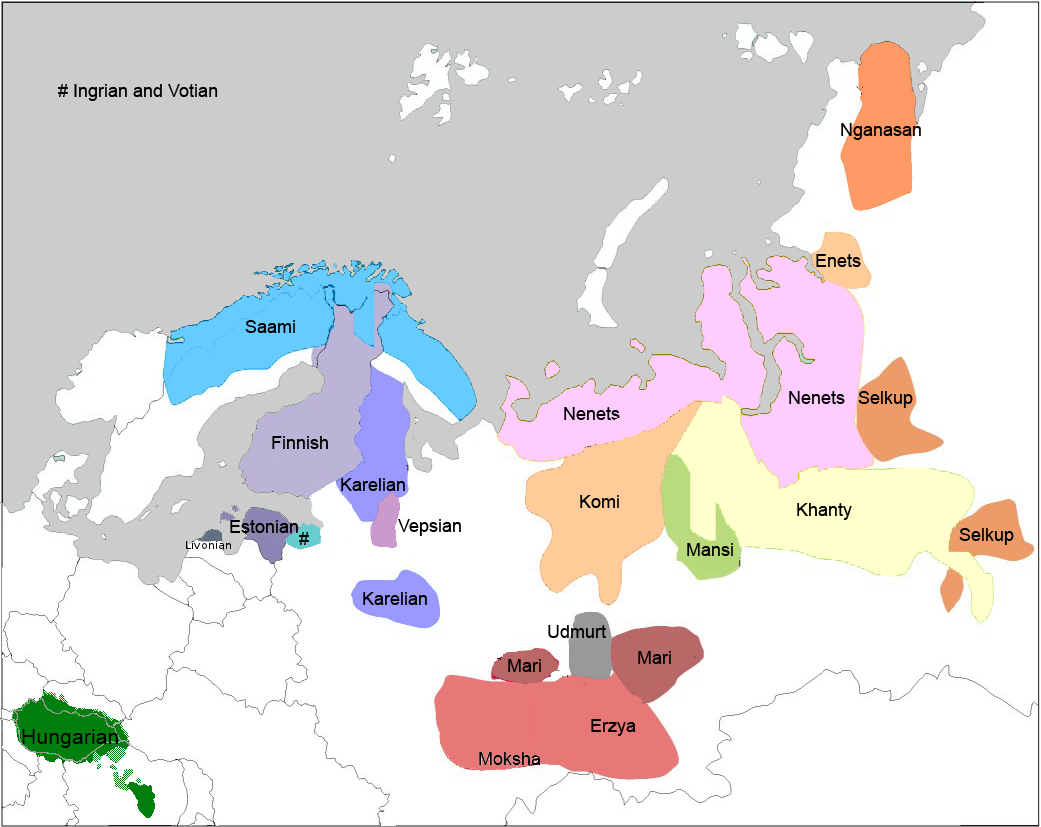
Uralské národy

Ugrofinské národy je historická lingvistická skupina národů mluvících ugrofinskými jazyky. Dělí se na dvě velké skupiny národů, baltofinské (např. Finové a Estonci) a ugrické (Maďaři). Ugrofinské jazyky nejsou příbuzné jazykům indoevropským. Geneticky jsou Ugrofinové značně rozrůznění. Národy žijící na severovýchodě evropské části Ruska a na Sibiři mají mongoloidní rysy, zatímco u evropských národů (Maďaři, Estonci, Livonci, Finové, Karelové) s výjimkou Sámů je podle výzkumů genetická stopa, kterou asijské kmeny na těchto národech zanechaly, relativně nepodstatná. Podle Cavalli-Sforzy jsou Maďaři z 87 % evropského původu a Finové z 90 %. Tato data jsou v poměrné shodě s historickými daty z Maďarska. Sámové (Laponci) jsou Evropané přibližně z 50 %.

## Seznam národů
Rozdělení ugrofinských národů na základě jazykové příbuznosti:
- Baltofinské národy
  - (Čudové)
  - Estonci
    - Setuové
    - Võrové

  - Finové
  - Ižorové
  - Karelové
  - Livonci
  - Vepsové
  - Votové
  - Meänkielijci
  - Kvenové
- Sámské národy (Laponci; někdy se dále dělí podle jazyka, státu nebo místa původu)[3]
- Volžské národy
  - Marijci
  - † Merjané
  - † Meščerové
  - Mordvinci (Mokšané a Erzjané)[4]
  - † Muromci
- Permské národy
  - Besermani
  - Komi (Zyrjané)
  - Komi-Permjaci
  - Udmurti
- Ugrické národy
  - Maďaři
    - Sikulové
    - Csángó
    - Magyarabové
    - Jásové

  - Obsko-ugrické národy
    - Chantové
    - Mansijci